# Konrad II oleśnicki

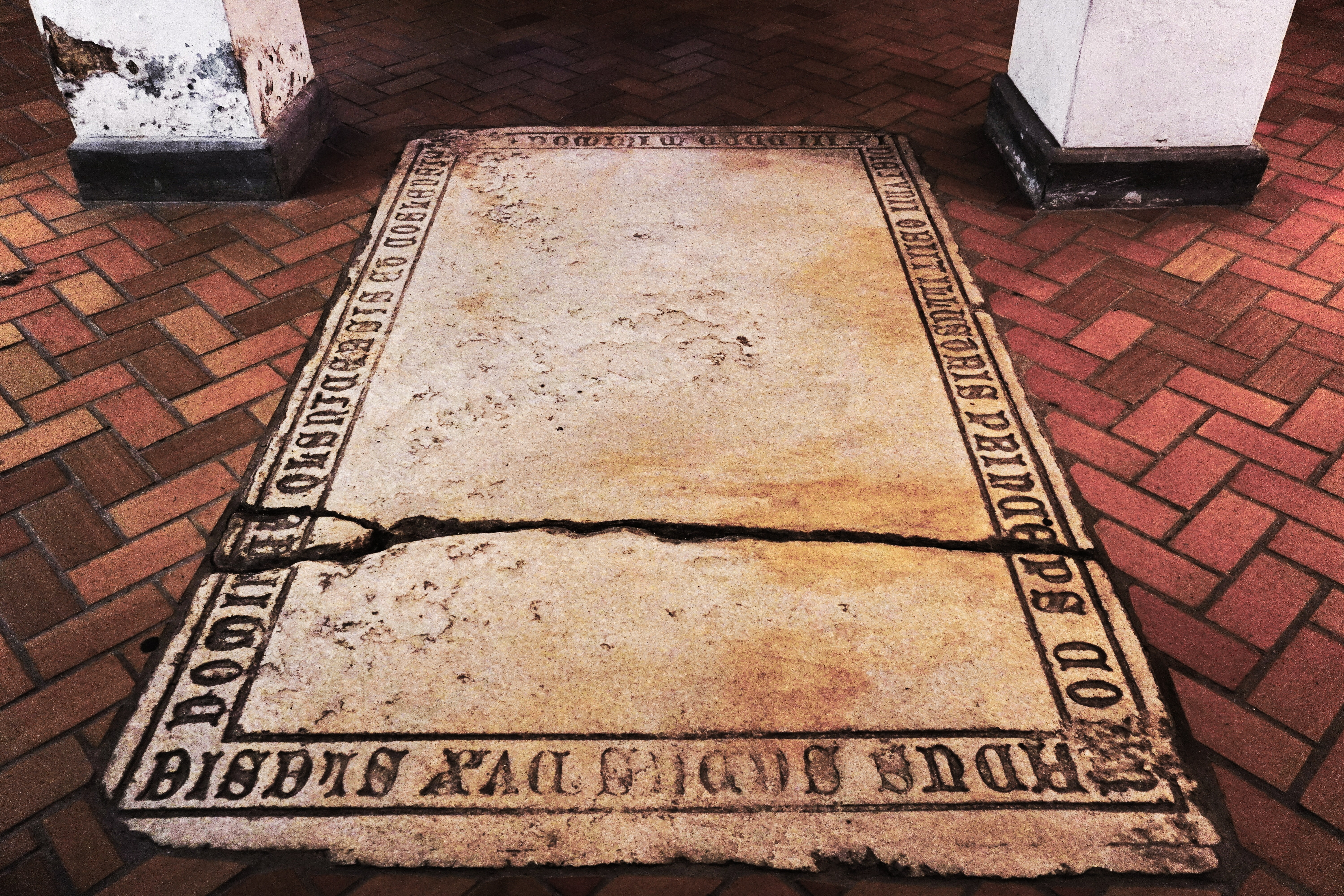
Płyta nagrobna Konrada II, księcia oleśnickiego w krypcie św. Bartłomieja w bazylice i sanktuarium św. Jadwigi w Trzebnicy

Konrad II zwany Siwym lub Wysokim (ur. między 25 marca 1338 a 1340, zm. 10 czerwca 1403 w Trzebnicy) – książę oleśnicki w latach 1366–1403 z dynastii Piastów.
Jedyny syn Konrada I, księcia oleśnickiego, i jego drugiej żony Eufemii, córki księcia bytomskiego Władysława. Po śmierci ojca w 1366 objął władzę w księstwach: oleśnickim i kozielskim, a także w północnej części księstwa bytomskiego. W 1397 przyłączył do swojego władztwa połowę księstwa ścinawskiego.
Przed 23 lutego 1354 poślubił Agnieszkę, córkę Kazimierza I, księcia cieszyńskiego, z którą miał jednego syna, Konrada III Starego.
21. września 1380 roku – wg S. Rybandta za sprawą prażanina, opata kanoników regularnych na Piasku, Jana z Pragi – sprowadził do Oleśnicy benedyktynów słowiańskich z praskiego klasztoru Emaus, którzy kultywowali liturgię słowiańską oraz piśmiennictwo w głagolicy. Benedyktyni otrzymali teren pod budowę kościoła i klasztory przy Bramie Sycowskiej oraz uposażenie na Przeczowie. Klasztor, który przetrwał do połowy XV wieku, był drugim obok fundowanego dziesięć lat później przez królową Jadwigę i Władysława Jagiełłę kościoła św. Krzyża na krakowskim Kleparzu ośrodkiem głagolickim na ziemiach polskich. 